# Алфред Тарски
Алфред Тарски (пољ. Alfred Tarski; Варшава, 14. јануар 1901 — Беркли, 26. октобар 1983) је био пољски математичар и логичар, аутор значајних студија из математичке логике, метаматематике, опште алгебре, теорије скупова, геометрије. Студирао је руски, немачки, француски, грчки и латински. На тек отвореном Варшавском универзитету 1918. је отпочео студије биологије.
Докторирао на Варшавском универзитету 1924. Од 1925. до 1939. био је доцент Варшавског универзитета, где је држао предавања из математике и логике. Године 1939. је емигрирао у Америку. На Универзитету Калифорније у Берклију је од 1942, где постаје професор 1949. године. 
Аутор семантичке дефиниције истине која је по њему онтолошки и гносеолошки неутрална и одговара интуитивном смислу класичне Аристотелове дефиниције истине.
На српском објављено: Алфред Тарски: «Увод у математичку логику и методологију математике», «Рад», Београд, 1973.
Године 2000. Међународна астрономска унија је име Алфред Тарски дала планетоиду откривеном 1997. године.